# Sara Facio
Sara Facio (18. dubna 1932 San Isidro – 18. června 2024) byla argentinská fotografka. Je nejznámější díky společnému fotografování s Alicií D'Amico různých kulturních osobností, včetně argentinských spisovatelů jako například: Julio Cortázar, María Elena Walshová nebo Alejandra Pizarniková. Facio také pomohla založit vydavatelství fotografických prací v Latinské Americe a vytvoření významného fotografického výstavního prostoru v Argentině.

## Životopis
Facio se narodila v Argentině v roce 1932. Vystudovala Escuela Nacional de Bellas Artes v roce 1953. Později pracovala jako asistentka Annemarie Heinrichové a v roce 1957 začala pořizovat vlastní fotografie.
V roce 1960 Facio a Alicia D'Amico společně otevřeli fotografické studio. Facio v roce 1973 spoluzaložila La Azotea s Maríou Cristinou Orive. La Azotea bylo první nakladatelství, které tisklo fotoknihy v Latinské Americe. V roce 1985 založila Facio galerii Galerii Teatro Municipal General San Martín, která se stala jednou z nejvýznamnějších fotografických výstavních institucí v Argentině. Facio působila jako ředitelka galerie až do roku 1998. V roce 1996 Facio ilustrovala Manuelitu, knihu poezie od Maríy Eleny Walshové. Velká výstava jejích prací, pořízených v letech 1972 až 1974 a zaměřené na účinek, který měl Juan Domingo Perón na zemi, byla uvedena v Museo de Arte Latinoamericano de Buenos Aires (MALBA) v roce 2018.
Její práce je ve sbírce Muzea moderního umění MoMA.

## Smrt prezidenta Perona, 1974
V roce 1974 Sara Facio pořídila fotografie pohřbu prezidenta Juana Dominga Peróna pro grafická média. Zároveň však vytvořila malou sérii snímků s osobním pohledem na událost. Seriál se zmiňuje o pohřbu prostřednictvím okolních postav a situací. Místo toho, aby se soustředil na magnetickou postavu prezidenta nebo davy lidí, kteří se zúčastnili pohřbu v Národním kongresu, zdůrazňuje izolované jednotlivce a skupiny, přičemž zdůrazňuje osobní dopady, ztracené výrazy, zděšení a zoufalství. Tímto způsobem nabývá historická událost lidské dimenze, která vychází z její specifické dočasnosti a promítá se na diváka s emocionální silou.

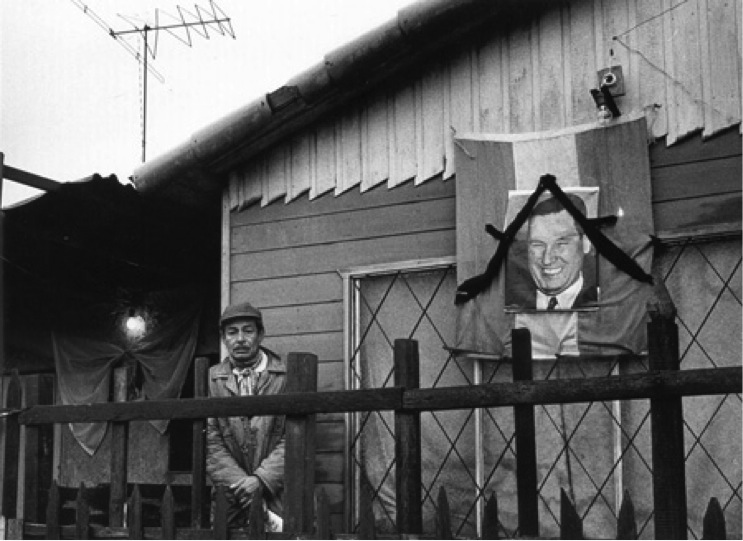
Sara Facio, En la villa miseria, serie Funerales del Presidente Perón
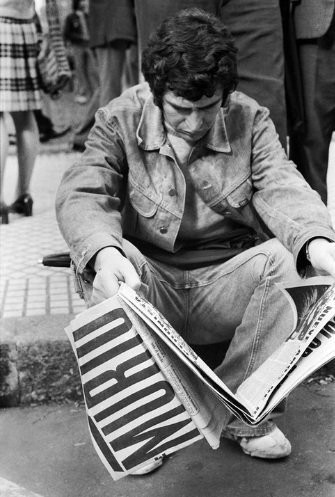
Sara Facio, serie Funerales de Perón
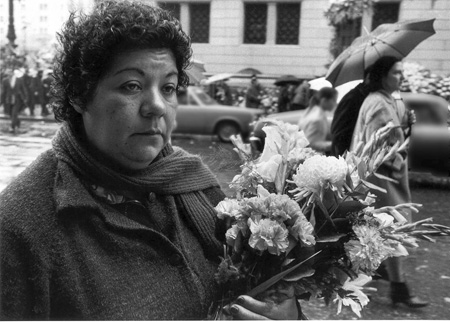
Sara Facio, serie Funerales del Presidente Perón

## Ceny a ocenění
- 1982: Konex Award – Photography (Premio Konex:Fotografía) společně s Alicia D'Amico, Konex Foundation[11]
- 1992: Platinum Konex Award (Premio Konex de Platino) in Photography by the Konex Foundation[12]
- 2002: Grand Jury Konex Award – Visual Arts (Jurado Premios Konex) by the Konex Foundation[11]
- 2019: National Award for Artistic Career (Premio Nacional a la trayectoria artística), udělilo Ministerstvo kultury Argentiny[13]

## Vybrané publikace
- Buenos Aires, Buenos Aires. Photography by Sara Facio and Alicia D'Amico. Text: Julio Cortázar.. Buenos Aires: Editorial Sudamericana, 1968. (španělsky)
- NERUDA, Pablo. Geografía de Pablo Neruda. Photographs by Sara Facio and Alicia D'Amico. Barcelona: Aymá, 1973. ISBN 978-84-209-0165-7. (španělsky)
- FACIO, Sara; D'AMICO, Alicia. Retratos y Autorretratos: Escritores de América Latina. Photography by Sara Facio and Alicia D'Amico. Text: různí autoři.. Buenos Aires: Ediciones Crisis, 1973. (španělsky)
- FACIO, Sara; D'AMICO, Alicia. Cómo Tomar Fotografías. Buenos Aires: La Azotea, 1976. (španělsky)
- Humanario. Photography by Sara Facio and Alicia D'Amico. Text: Julio Cortázar.. Buenos Aires: La Azotea, 1976. (španělsky)
- FACIO, Sara. Actos de fe en Guatemala. Photography by Sara Facio and María Cristina Orive. Text: Miguel Ángel Asturias.. Buenos Aires: La Azotea, 1980. (španělsky)
- Fotografia Argentina actual = Photographie Argentine actuelle = Argentinian Photography Today. Redakce Facio Sara. Buenos Aires, Argentina: La Azotea, 1981. (es, en)
- FACIO, Sara; D'AMICO, Alicia; WALSH, María Elena. Fotografía Argentina: 1960–1985. Photography by Sara Facio and Alicia D'Amico. Text: María Elena Walsh.. Buenos Aires: La Azotea, 1985. ISBN 978-950-9536-02-9. (španělsky)
- FACIO, Sara. Grete Stern. Buenos Aires, Argentina: La Azotea, 1988. ISBN 978-950-9536-05-0. (es,en)
- FACIO, Sara. Retratos: 1960-1992. Text: María Elena Walsh. Buenos Aires: La Azotea, 1992. ISBN 978-950-9536-14-2. (es, en)
- FACIO, Sara. La Fotografía en la Argentina: Desde 1840 a nuestros días. Buenos Aires, Argentina: La Azotea, 1995. ISBN 978-950-9536-17-3. (es, en)
- Fotografía Argentina Actual DOS. Redakce Facio Sara. Buenos Aires, Argentina: La Azotea Editorial Fotográfica, 1996. ISBN 978-950-9536-19-7. (es, en)

## Portréty významných osobností

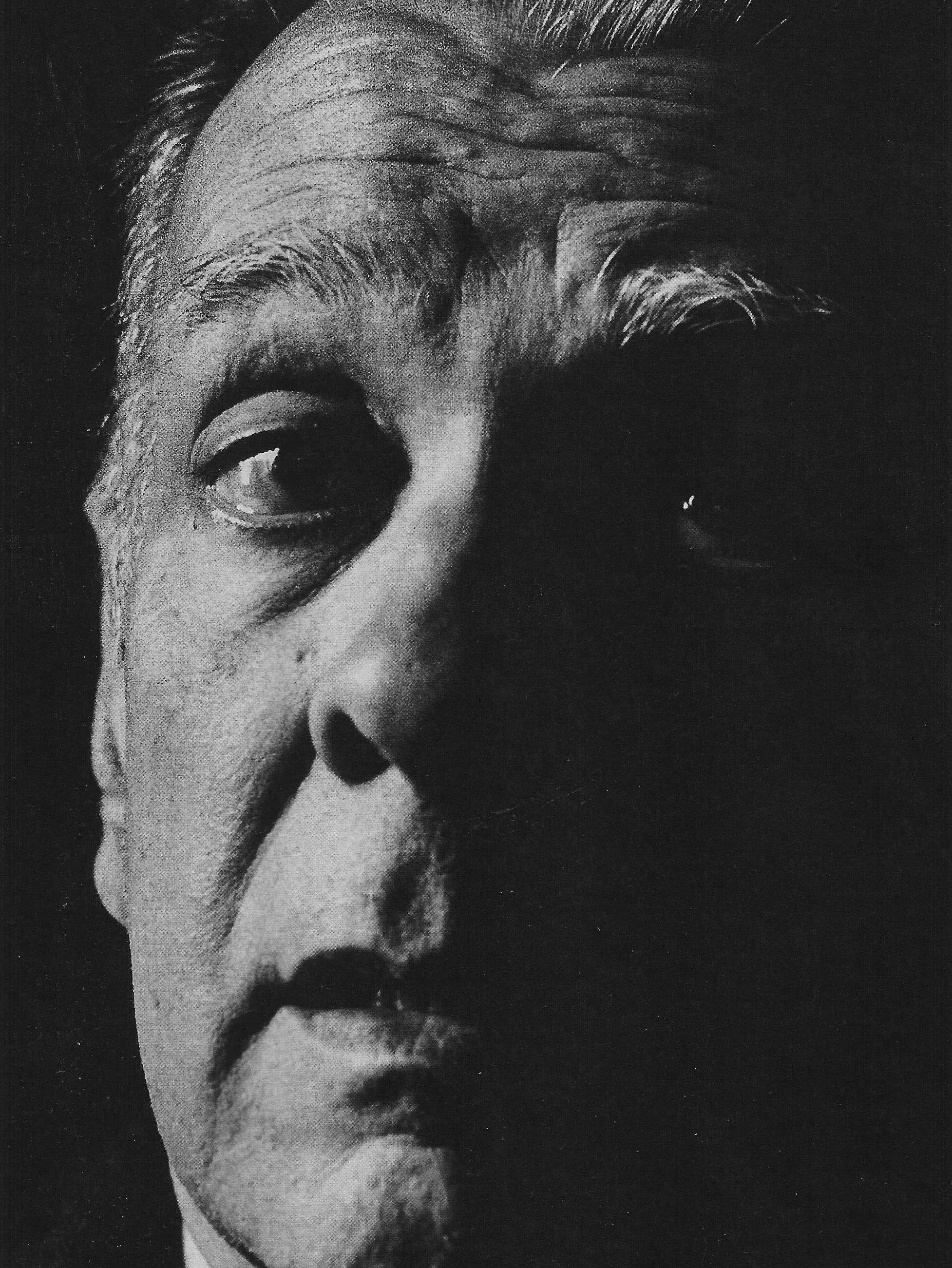
Jorge Luis Borges, vyfotografovala Sara Facio v Argentinské národní knihovně v roce 1968, kde byl Borges ředitelem.
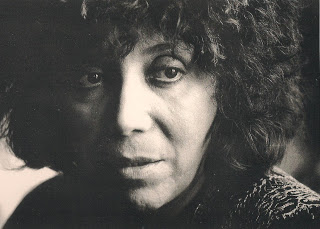
Aida Bortnik
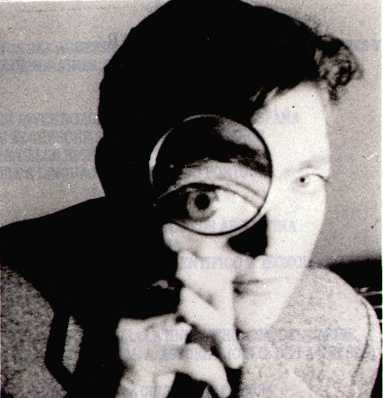
Cortazar
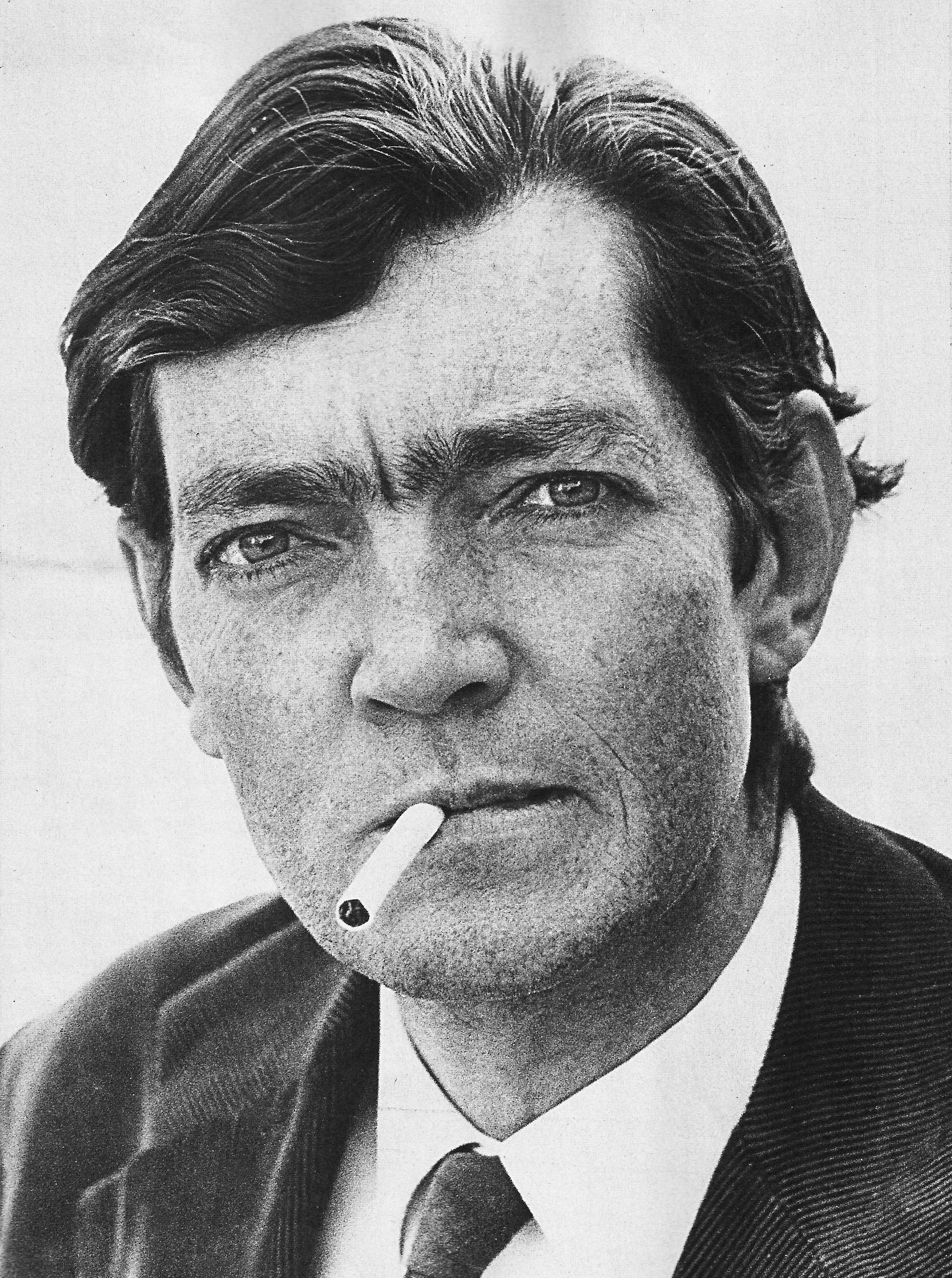
Cortázar
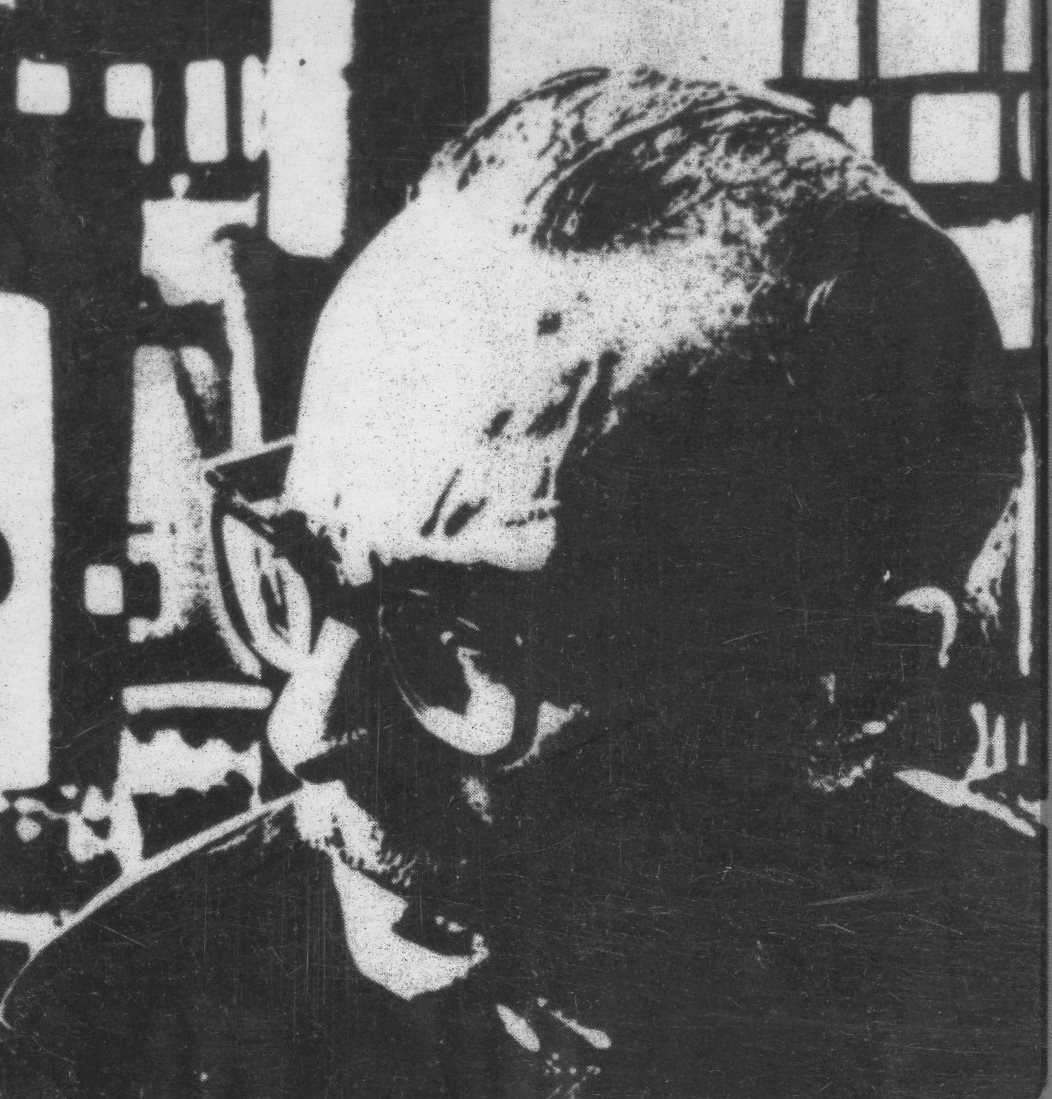
Ernesto Sabato – Antología
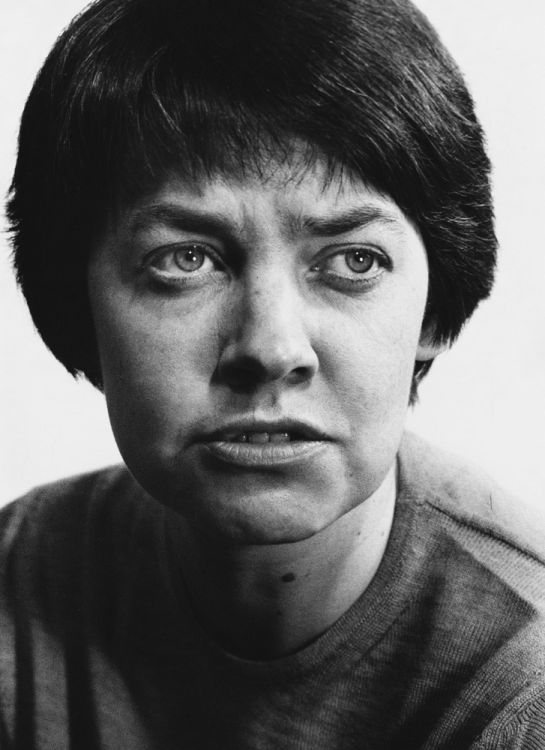
María Elena Walsh 1965
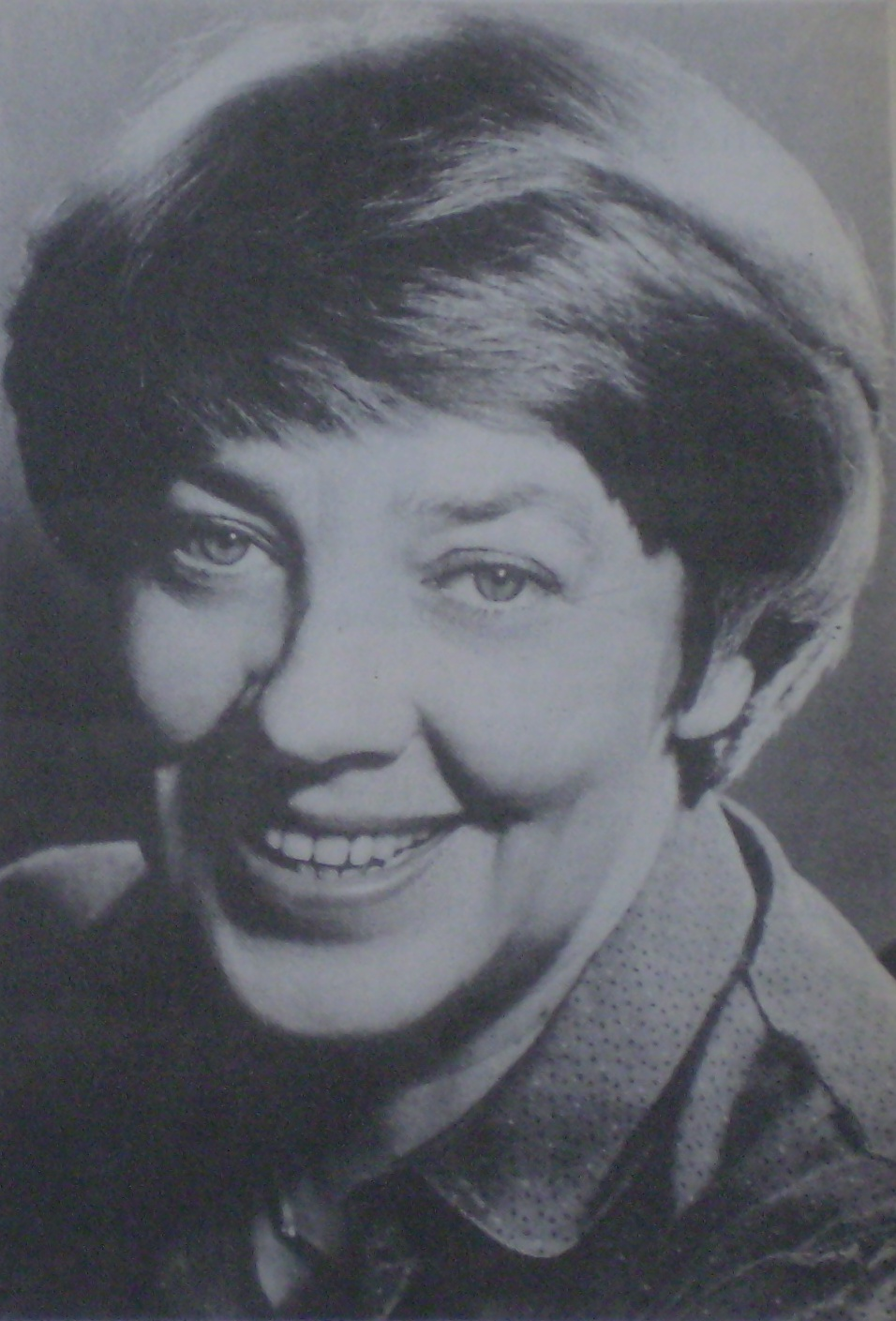
María Elena Walsh
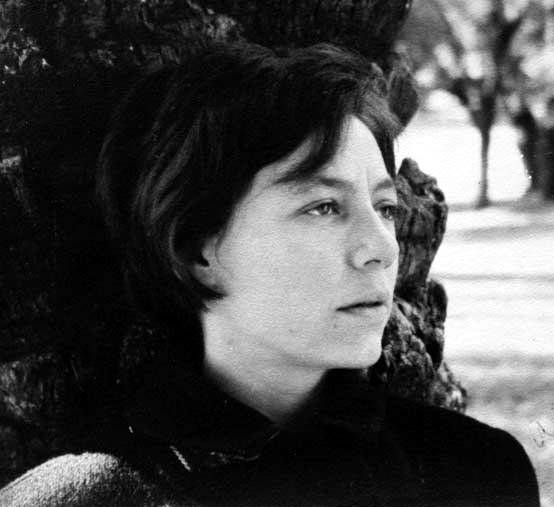
Pizarnik byn